# Ковтун Дмитро Христофорович
Ковтун Дмитро Христофорович (16 жовтня 1892, Кам'янець-Подільський, Російська імперія — ?) — підполковник Дієвої Армії УНР.

## Біографія
Народився у місті Кам'янець-Подільський.
Останнє звання у російській армії — штабс-капітан.
У 1920—1921 роках — півсотенний 2-го куреня ім. І. Мазепи 1-ї Запорізької дивізії Армії УНР. 
Згодом — командир 4-го куреня ім. Дорошенка 2-ї Запорізької бригади 1-ї Запорізької стрілецької дивізії Армії УНР. 
Подальша доля невідома.